# Ollerton
Ollerton est un petit village du Nottinghamshire, en Angleterre, situé à l'orée de la forêt de Sherwood dans une zone appelée les Dukeries. Il forme une partie de la paroisse civile de Ollerton et Boughton, et appartient au district de Newark and Sherwood.